# Pipistrellus sturdeei
Espèce
Synonymes
- Pipistrellus (Pipistrellus) sturdeei Thomas, 1915[2]

Statut de conservation UICN

 EX  : Éteint
Pipistrellus sturdeei est une espèce éteinte de chiroptères de la famille des Vespertilioninae.

## Répartition
Cette espèce avait été découverte sur l'archipel d'Ogasawaraau  Japon  .

## Description
L'holotype de Pipistrellus sturdeei, une femelle immature, présente les mesures suivantes :
- corps et tête : 37 mm
- queue : 31 mm
- avant-bras :  30 mm.

## Étymologie
Son nom spécifique, sturdeei, lui a été donné en l'honneur de Sir Doveton Sturdee (1859-1925), officier de marine britannique.

## Publication originale
- (en) Oldfield Thomas, « On Bats of the Genera Nyctalus, Tylonycteris, and Pipistrellus », Annals and Magazine of Natural History, Londres, Taylor & Francis, vol. 15, no 86,‎ février 1915, p. 225-232 (ISSN 0374-5481, OCLC 1481361, DOI 10.1080/00222931508693632, lire en ligne).